# Nu de femme
Pour plus de détails, voir Fiche technique et Distribution.
Nu de femme (titre original : Nudo di donna) est un film franco-italien réalisé par Nino Manfredi, sorti en 1981.
Toute l'histoire de cette comédie à l'italienne se déroule dans la ville de Venise, juste avant le Carnaval. Le film a pour principaux interprètes Nino Manfredi, Eleonora Giorgi, Jean-Pierre Cassel et Georges Wilson.

## Synopsis
Sandro (Nino Manfredi) et Laura (Eleonora Giorgi) sont mariés depuis 16 ans. Laura a hérité d'une librairie d'ouvrages anciens et d'art dans Venise. Leur couple est en crise et ils sont souvent au bord de la rupture. En pleine biennale de Venise, Sandro quitte le domicile conjugal. Il est recueilli par Zanetto (Georges Wilson), un marginal homosexuel autour duquel s'agglutinent artistes et marginaux. Dans le grenier, il découvre une photo très grand format d'une femme couchée, nue, de dos, qu'il trouve ressemblante à Laura. Voulant en avoir le cœur net, il revient chez lui en pleine nuit, découvre sa femme qui dort nue dans le lit et reste dubitatif. Il se met ensuite à enquêter sur cette fameuse photo, une quête qui lui fera parcourir tout Venise.
Après bien des efforts, il tombe sur une prostituée délurée, Riri (Eleonora Giorgi). La ressemblance avec sa femme est frappante au point qu'il se persuade que c'est cette dernière qui se prostitue en cachette. Sandro fera de nombreux aller et retour entre sa femme et Riri, jusqu'au jour où partant du principe qu'une femme ne peut être en deux endroits simultanément, il fonce chez Riri en vaporetto après avoir pris congé de sa femme… et trouve Riri. Le doute semble levé, ce n'est pas la même, sauf que revenu chez sa femme il lui voit une petite blessure récente au front identique à celle que vient de se faire Riri. De retour chez Riri, il ne trouve que son chat porteur d'un message indiquant qu'elle est partie au Canada vivre le grand amour avec un steward. Désemparé, il cherche sa femme qui elle aussi a laissé un message précisant qu'elle sera à un grand bal costumé, il s'y rend, demande après sa femme, on lui répond qu'elle est déguisée en prostituée. Il la cherche, la perd… Après la fête une femme l'aborde et lui demande de venir avec lui, il ne sait si c'est Laura ou Riri.. Mais qui es-tu ? demande-t-il ! Peu importe répond-elle ! Alors Sandro la suit. On ne saura jamais qui est cette femme mystérieuse.

## Fiche technique
- Titre original : Nudo di donna
- Titre français : Nu de femme
- Réalisation : Nino Manfredi
- Scénario : Silvana Buzzo, Agenore Incrocci, Paolo Levi, Ruggero Maccari, Nino Manfredi, Giuseppe Moccia, Furio Scarpelli
- Photographie : Danilo Desideri
- Musique : Roberto Gatto, Maurizio Giammarco
- Costumes : Luca Sabatelli, Erminia Ferrari
- Pays de production :  Italie |  France
- Langue : Italien
- Société de production : Les Films Marceau-Cocinor, Massfilm
- Format : Couleur (Eastmancolor) — 35 mm — 1,37:1 — Son : Mono
- Durée : 85 minutes (1 h 25)
- Dates de sortie :
  - Italie : 6 novembre 1981
  - France : 23 septembre 1987

## Distribution
- Nino Manfredi : Sandro
- Eleonora Giorgi : Laura / Riri
- Jean-Pierre Cassel : Pireddu
- Georges Wilson : Arch. Zanetto
- Carlo Bagno : Giovanni
- Beatrice Ring : Beatrice (sous le nom de Beatrice Edith Ring Fiocchi)
- Donato Castellaneta : Ciccio
- Toni Barpi : Le gondolier (sous le nom de Antonio Barpi)
- Giuseppe Maffioli : Ubriacone
- West Buchanan : le Comte Bardolin (sous le nom de John West Buchanan)

## Autour du film
- Alberto Lattuada devait réaliser le film mais celui-ci quitta rapidement la production à la suite de désaccords avec Nino Manfredi, lequel dirigea donc le film.
- Le film a été réédité en DVD par René Chateau Vidéo en 2009